# Proteina-metionina-S-ossido reduttasi
La proteina-metionina-S-ossido reduttasi è un enzima appartenente alla classe delle ossidoreduttasi, che catalizza la seguente reazione:
proteina L-metionina + tioredoxina disolfuro ⇄ proteina L-metionina S-ossido + tioredoxina
Il ditiotreitolo (ma non il 2-mercaptoetanolo) è in grado di sostituire la tioredoxina ridotta nella reazione inversa. L'enzima non agisce sulla metionina libera (a differenza della metionina-S-ossido reduttasi).